# Элий Геродиан
Э́лий Геродиа́н (др.-греч. Αἴλιος Ἡρωδιανός, лат. Aelius Herodianus) — греческий грамматик.
Родился в Александрии Египетской во II веке, сын грамматика Аполлония Дискола. Судя по всему, жил в Риме во времена Марка Аврелия, которому посвятил один из своих трудов. Изучал просодию (в том числе, поэм Гомера). Высоко оценивался последующими поколениями; так грамматик Присциан называет его «величайший создатель грамматического искусства». Произведения его сохранились фрагментарно, авторство ряда приписываемых ему сочинений сомнительно.

## Издания
- Grammatici Graeci, ed. A. Lentz. Vol.III.
- Сведения о Скифии и Кавказе (отрывки). // Вестник древней истории. 1948. № 2. С. 257—263.